# 은성훈장

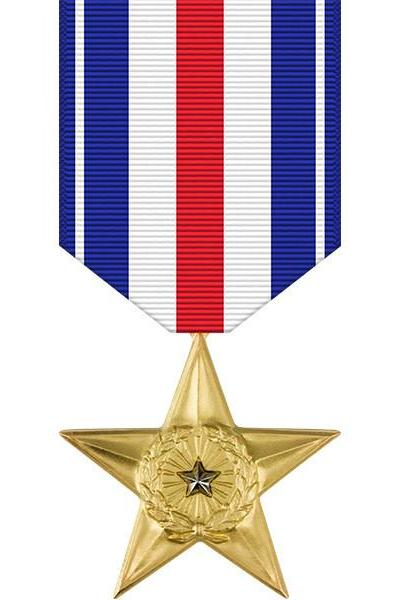
미국 육군의 은성훈장

2008년 아프가니스탄에서 미국 제17대 합참의장인 해군 제독 Mike Mullen이 육군 대위에게 은성훈장을 수여하고 있다

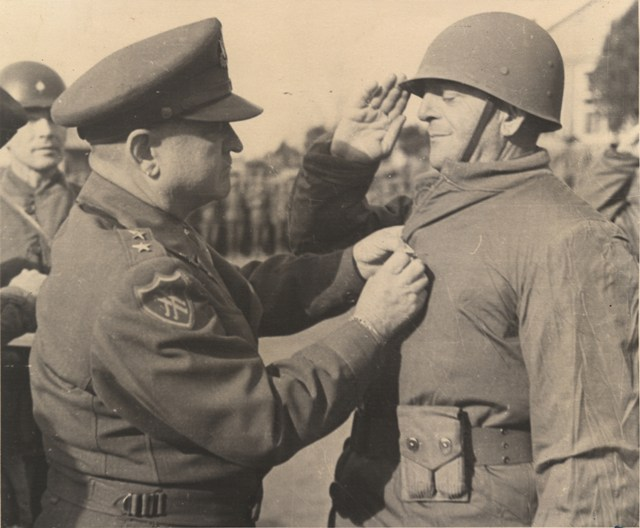
1950년 12월 15일, 터키 육군 준장 타흐신 야즈즈가 미 육군 중장 월턴 워커에게 은성훈장을 수여받고 있다. 월턴 워커는 같은 달 23일에 불의의 사고로 세상을 떠났다.

은성훈장(銀星勳章, Silver Star)은 미국 군대에서 수여하는 명예훈장, 수훈십자장에 이어 3번째로 높은 훈장이다. 해군 공군 해병대는 훈장 이름이 다르다.

## 설명
미국인들은 명예훈장이나 수훈 십자장은 말할 것도 없고 어느 군인이 은성무공훈장 한 번만 받아도 그가 국가와 사회를 위해 자신의 목숨을 내건 영웅이라는 사실을 인정하고 고마워한다. 이들은 적과의 치열한 교전 상황에서 용맹을 떨친 군인들이기 때문이다. 미국인들은 높은 등급의 훈장에만 의미를 부여하는 것이 아니라 모든 훈장에 의미를 부여하고 수훈자의 업적을 인정한다.

## 여성 수훈자
1944년 2월 10일, 제2차 세계 대전 중 이탈리아 안치오에 설치된 제33 야전병원에서 복무한 4명의 간호사가 은성훈장의 첫 번째 여성 수훈자가 되었다. 1st Lt. Mary Roberts, 2nd Lt. Elaine Roe, 2nd Lt. Rita Virginia Rourke, 2nd Lt. Ellen Ainsworth
2005년 Sgt. 레아 앤 헤스터(Leigh Ann Hester)가 이라크전에서 은성훈장을 수상하기 전까지, 그들이 유일한 여성 은성훈장 수상자였다.
2007년 제1차 세계 대전에서 복무한 3명의 간호사가 사후적으로 은성훈장이 수여되었다.
아프가니스탄에 최초로 참전한 여군인 Spc. 모니카 린 브라운(Monica Lin Brown)에게 2008년 3월 은성훈장이 수여되었다.

## 저명한 수훈자
- 척 예거
- 조지 마셜
- 웨슬리 클라크
- 린든 존슨
- 찰스 B. 스미스
- 노먼 슈워츠코프
- 더글러스 맥아더 - 7번 수여받음
- 제임스 밴 플리트 - 3번 수여받음
- 오디 머피
- 조지 패튼
- 존 퍼싱
- 타흐신 야즈즈

## 같이 보기
- 명예 훈장 - 미국 최고의 무공 훈장
- CIA 훈장
- 동성무공훈장
- 충무무공훈장 - 대한민국 3번째 무공훈장. 은성훈장은 미국 3번째 무공훈장이다.